# 石上継足
石上 継足（いそのかみ の つぐたり）は、奈良時代の貴族。官位は従五位下・主税頭。

## 経歴
宝亀3年（772年）正月3日に無位から従五位下に叙爵。同年4月20日に主税頭に任ぜられた。
しかし、官位は従五位下・主税頭に終わり、一時期中央貴族として栄えた石上氏も衰退した。